# 3994 Ајаши
3994 Ајаши (енгл. 3994 Ayashi) је астероид главног астероидног појаса. Приближан пречник астероида је 13,71 ,
а средња удаљеност астероида од Сунца износи 2,652 астрономских јединица (АЈ).
Инклинација (нагиб) орбите у односу на раван еклиптике је 3,680 степени, а орбитални период износи 1577,922 дана (4,320 године). Ексцентрицитет орбите астероида износи 0,245.
Апсолутна магнитуда астероида износи 12,70 а геометријски албедо 0,078.
Астероид је откривен 2. децембра 1988. године.